# 新春 鶴瓶大新年会
『新春 鶴瓶大新年会』（しんしゅん つるべだいしんねんかい）は、フジテレビ系列で2006年から元日に放送されていたバラエティ番組である笑福亭鶴瓶の冠番組。

## 概要
- 開始当初は『初詣!爆笑ヒットパレード』の企画のひとつとして、普段は見られない出演芸人のネタを披露していた。
- 2009年から独立番組となり、「爆笑ヒットパレード」の前座番組として放送。この年からは、鶴瓶チームと南原チームに分かれ、芸人が体を張ったゲームに挑戦する。鶴瓶は形式上は番組の主役だが、実際は芸人の一人としてゲームに専念。司会は内村が進行アナとともに行う。
- 開始当初は生放送だった。2008年以降は収録放送に変更したが、長らく発言テロップを表示しないなど生放送を意識したような構成になっていた。2017年以降はテロップや効果音、編集を多用し、生放送を意識せずに通常の収録放送の構成となっている。
- 2012年から2016年までと、2019年以降は放送なし。
- 年によって放送時間帯が異なり、朝か昼のどちらかに放送されていた。2006年・2007年・2011年・2017年・2018年は『爆笑ヒットパレード』放送後の昼に放送され、一方、2008年・2009年・2010年は『爆笑ヒットパレード』放送前の朝に放送された。

## 放送日時
| 回数  | 放送日                 | 放送時間（JST） | 備考                                                    |
| ----- | ---------------------- | --------------- | ------------------------------------------------------- |
| 第1回 | 2006年1月1日（日曜日） | 13:50 - 15:40   | 生放送                                                  |
| 第2回 | 2007年1月1日（月曜日） | 15:55 - 17:50   | 生放送                                                  |
| 第3回 | 2008年1月1日（火曜日） | 8:30 - 10:30    | この年まで「爆笑ヒットパレード」の内包番組。            |
| 第4回 | 2009年1月1日（木曜日） | 8:00 - 10:00    | この年から独立番組。                                    |
| 第5回 | 2010年1月1日（金曜日） | 7:00 - 10:00    |                                                         |
| 第6回 | 2011年1月1日（土曜日） | 15:20 - 18:00   | 15時20分45秒から15時30分ごろまで『FNNニュース』を放送。 |
| 第7回 | 2017年1月1日（日曜日） | 15:40 - 18:00   | 6年ぶりの放送となる。                                   |
| 第8回 | 2018年1月1日（月曜日） | 14:00 - 16:00   | 「新春鶴瓶新年会」に改題。                              |

## 出演者

### 総合司会
- 内村光良（ウッチャンナンチャン）

### キャプテン
- 鶴瓶軍 - 笑福亭鶴瓶
- 南原軍 - 南原清隆（ウッチャンナンチャン）

### 出場芸人
- キャイ〜ン（天野ひろゆき・ウド鈴木）- 2006年～
- 小籔千豊 - 2017年～
- ハリセンボン（近藤春菜・箕輪はるか） - 2017年～
- 千鳥（ノブ・大悟） - 2017年～
- 土田晃之 - 2018年
- ダチョウ倶楽部（肥後克広・上島竜兵・寺門ジモン） - 2006年〜2011年・2018年
- ANZEN漫才 - 2018年
- アキラ100% - 2018年

### 進行
※いずれもフジテレビアナウンサー。
- 高島彩・中野美奈子 - 2006年
- 高島彩 - 2007年
- 戸部洋子 - 2009年
- 加藤綾子 - 2010年・2011年
- 宮司愛海・堤礼実 - 2017年
- 西山喜久恵・久慈暁子・海老原優香 - 2018年

### 過去の出演者
- くりぃむしちゅー（上田晋也・有田哲平） - 2006年〜2008年
- ホンジャマカ（石塚英彦・恵俊彰） - 2007年・2008年
- さまぁ～ず（三村マサカズ・大竹一樹） - 2006年〜2011年
- ネプチューン（名倉潤・原田泰造・堀内健） - 2006年〜2011年
- ココリコ（遠藤章造・田中直樹） - 2009年〜2011年
- よゐこ（濱口優・有野晋哉） - 2017年
- ビビる大木 - 2017年
- 塚地武雅（ドランクドラゴン） - 2017年
- 澤部佑（ハライチ） - 2017年
- ピース（綾部祐二・又吉直樹） - 2017年

## 主なスタッフ[1]
2018年1月1日放送分
- 構成：山内正之、宮森かわら
- TP：高瀬義美
- SW：宮本直也
- CAM：上田軌行
- VE：山下悠介
- 音声：浮所哲也
- 照明：根本進
- 美術プロデュース：佐々木順子（以前は美術制作→一時離脱）、副島翔太郎（フジテレビ）
- デザイン監修：鈴木賢太（フジテレビ）
- デザイン：武田紗代子（フジテレビ）
- 美術進行：林勇、鈴木あみ
- 大道具：松本達也、山本和成
- アクリル装飾：斉藤祐介
- 特殊装置：後藤佑介
- 装飾：門間誠
- 植木装飾：後藤健
- 生花装飾：山寺由美
- 特殊効果：倉谷美奈絵
- 衣裳：浅見彰
- 持道具：網野高久
- メイク：山田かつら
- 音響効果：松長芳樹（デジタルサーカス）、小堀一（OKK）
- TK：色摩涼
- CG：木本禎子、高橋康之
- タイトル：岩崎光明
- 編集：坂本貴志、小山航平
- MA：高橋誠一郎
- 美術協力：フジアール
- 技術協力：ニユーテレス、fmt、共同テレビ
- 制作協力：千佐隆智（デンナーシステムズ）、田村正裕（マセキ芸能社）
- 編成：藤井修（フジテレビ）
- 広報：鈴木文太郎（フジテレビ）
- デスク：小林琴美、弦牧和子
- AP：黒柳法子（フジテレビ）
- ディレクター：山田賢太郎（フジテレビ、以前は演出）、岡田純一（オイコーポレーション）、姉崎正広（SHO-GUN）、登内翼斗（フジテレビ）、忍穂井綾（クリーク・アンド・リバー社）、金井克仁（イースト・ファクトリー）
- 演出：小林正彦（フジテレビ）
- プロデューサー：朝妻一（2011年のみチーフプロデューサー）・速水大介・堀川香奈（フジテレビ）、田岸宏一（クロスエイト）
- 総合演出：木月洋介（フジテレビ）
- チーフプロデューサー：濱野貴敏（フジテレビ）
- 制作：フジテレビ 制作局 第二制作センター（旧バラエティ制作センター）
- 制作著作：フジテレビ

### 過去のスタッフ
- 構成：内村宏幸、松井洋介、遠藤英明、くらなり、石田ケント
- 美術制作：大坊雄二（フジテレビ）
- デザイン：宮川卓也（フジテレビ）
- 特殊装置：古橋望、枝茂孝
- 生花装飾：安藤岳
- 視覚効果：中山信男
- 衣装：山田斉
- メイク：宮本真由美、石井織恵
- タイトル：福澤伸太郎
- イラスト：グレートインターナショナル、ぴーたん
- CG：山口大樹（キャニットG）、八十島典子、山田健介
- SW：長瀬正人
- カメラ：横山政照、長瀬正人
- 映像：齋藤雄一
- 音声：高橋幸則
- 照明：本沢啓史、三觜繁
- TK：江野澤郁子
- 編集：檜山勉、川越大祐、渡邊実、吉川豪
- MA：阿部祥高、小林由愛子
- 音響効果：高田智彰（BABY SOUND LUCK）、北澤寛之（リノバティオ）
- 技術協力：FLT、マルチバックス、IMAGICA、ライスフィールド
- アドバイザー：小松純也（2011年までは制作）
- 編成：大川友也（フジテレビ）
- 広報：鈴木麻衣子（フジテレビ）
- 制作進行：市村智哉（アズバーズ）
- AD：平山圭介（アクシーズ）
- AP：仲村孝明（Wish Company）、神田洋昭
- プロデューサー：江本薫・上野貴央・和田健（フジテレビ）
- ディレクター：嶋田武史（Wish Company）、原武範（アクシーズ）、島本亮（フジテレビ）、岡野彰男（アクシーズ）、内田義之
- 監修：藪木健太郎（フジテレビ、以前は総合演出）
- 総合演出：藤沼聡（フジテレビ、以前はチーフプロデューサー）
- 制作：吉田正樹、水口昌彦、清水宏泰、小須田和彦、片岡飛鳥、神原孝（フジテレビ）
- 制作統括：港浩一（フジテレビ）

## その他
- 2010年の放送ではその前番組である「キャンパスナイトフジ」（0:45～7:00）特番「真夜中の駅伝」で朝6時59分の放送時間枠内に出演者がゴールできず、当番組内の8時15分にゴールの模様を放送した。ただし、これは元々予定されていたものである。